# Cratere Guido d'Arezzo
Guido d'Arezzo è un cratere d'impatto presente sulla superficie di Mercurio, a 38,37° di latitudine sud e 18,49° di longitudine ovest. Il suo diametro è pari a 58 km.
Il cratere è stato battezzato dall'Unione Astronomica Internazionale in onore del teorico della musica italiano Guido d'Arezzo, meglio noto come Guido monaco.